# Gerald Thomas
Gerald Thomas (ur. 10 grudnia 1920 w Kingston upon Hull, zm. 9 listopada 1993 w Beaconsfield) – brytyjski reżyser filmowy, pamiętany przede wszystkim z 30 komedii zrealizowanych w cyklu Cała naprzód.

## Życiorys
Przed II wojną światową studiował medycynę, ale potem trafił do armii. Walczył na frontach Europy i Bliskiego Wschodu. Po wyjściu do cywila zrezygnował z kariery lekarza. Zamiast tego trafił do branży filmowej, a dokładniej do wytwórni Two Cities Films, gdzie pracował jako montażysta. Często montował filmy reżyserowane przez swojego brata, Ralpha Thomasa. Od 1956 sam również reżyserował.
W 1957 podjął współpracę z producentem Peterem Rogersem i został etatowym reżyserem produkowanych przez niego niskobudżetowych komedii. W 1958 nakręcili razem film Szeregowcu, do dzieła!, który przyniósł dochód ponad sześciokrotnie przekraczający swój budżet. Zachęceni jego sukcesem, który powtórzyła następnie ich kolejna utrzymana w podobnym duchu produkcja, Siostro do dzieła, postanowili zrealizować całą serię tego typu filmów. Tak narodził się cykl Cała naprzód, w ramach którego w ciągu 20 lat zrealizowali łącznie 29 filmów (trzydziesty został nakręcony w 1992, po czternastoletniej przerwie). Ponadto Rogers i Thomas stworzyli jeszcze kilka komedii spoza cyklu.
Podobny tandem producencko-reżyserski do Rogersa i Thomasa tworzyli równolegle Betty Box (producentka i żona Rogersa) oraz Ralph Thomas (reżyser i brat Geralda Thomasa). Krytycy często uważali oba duety za mocno konkurencyjne względem siebie, bowiem tworzyli filmy utrzymane w zbliżonej stylistyce. Nie odbiło się to jednak na ich życiu prywatnym, zdarzało się też przechodzenie aktorów między obiema "stajniami".
Zmarł w 1993, rok po premierze swego ostatniego filmu, przeżywszy niespełna 73 lata, przyczyną zgonu był atak serca.

## Życie prywatne
Był żonaty i miał trzy córki. Jego bratanek Jeremy Thomas, uznany producent filmowy, zdobył Oscara za najlepszy film roku za Ostatniego cesarza (1987) Bernarda Bertolucciego.